# Xã Mill Creek, Quận Washington, Kansas
Xã Mill Creek (tiếng Anh: Mill Creek Township) là một xã thuộc quận Washington, tiểu bang Kansas, Hoa Kỳ. Năm 2010, dân số của xã này là 228 người.